# Обединено училище „Паисий Хилендарски“
Обединено училище „Паисий Хилендарски“ е обединено училище в град Плиска, община Каспичан, област Шумен. То е основано през 1902 г. Патрон на училището е Паисий Хилендарски. Разположено е на адрес: ул. „Отец Паисий“ № 2. То е с държавно финансиране. Директор на училището е Мариана Петрова – Русева.

## История
Училището е основано през 1902 г., когато български семейства от Карнобатско, а по-късно и от Търновско, се заселват в Плиска. В началото то се помещава в частна къща, като разходите се поемат от родителите. Първата учителка е Роска Вичева от град Шумен, длъжността на училищните настоятелства заемат Дечо Йорданов и Марин Божилов.
Броят на учениците се увеличава, поради което родителите отправят молба за държавно училище. Желанието им се сбъдва, и през учебната 1904/1905 г. то е преобразувано в такова. Условията за обучение са крайно лоши, помещенията – недостатъчни. Отново с намесата на родителите се извоюва разрешение за строеж на ново здание. То е готово за учебната 1905/1906 г. Скоро обаче и новата сграда се оказва тясна. Нови семейства прииждат от селата Крамолин, Бяла черква, Полски Сеновец, от Котленския край и от Ихтиманско.
Учениците се разпределят в 4 отделения, с приблизително 120 ученика. Налага се първо отделение да учи в наето помещение в частна къща, увеличава се учителския персонал. Изниква необходимост от разширяване на училищното здание с още една класна стая. Това се осъществява едва през 1912 г. Политическата обстановка в страната определена от Първата световна война, се отразява на дейността на училището. През месец септември 1912 г. е обявена всеобща мобилизация и учебните занятия се преустановяват. Обявена е нулева учебна година и всички ученици повтарят класа.
Обособяването на село Абоба (Плиска) като самостоятелна община води до увеличаване на броя на учениците, който е около 120 – 130 ученика. Налага се учениците от първо и второ отделение да водят занятия през ден поради недостиг на помещения. Общинският съвет откликва на нуждите на училището и дава за училищния фонд 500 дка от общинската мера, която се разработва от наематели и средствата се използват за училището.
През учебните 1915 – 1917 г. учениците вече наброяват около 180. Отново недостигат помещения и обучението се води през ден. През 1919 г. 64 ученика не постъпват в I клас поради тази причина. През същата година е избран първия главен учител на Абобанското първоначално училище – учителката Мария Матеева. Сменен е съставът на училищното настоятелство – с тайно гласоподаване е избран за председател Михаил Филипов, който поема отговорността за училището.
Цялата родителска общественост силно се вълнува от проблемите на училището, от невъзможността да се води нормално обучение поради недостиг на класни стаи. Със съдействието на околийския инспектор е свикано общоселско събрание, на което се взема решение за строеж на училищна сграда. С одобрението на министерството на народното просвещение се приема програма за трудови седмици през цялатагодина. На 14 май 1922 г. се провежда референдум, с който окончателно се решава въпроса за строежа.
През 1922 – 1924 г. се въвеждат I и II прогимназиален клас. Училището се назовава Непълна смесена прогимназия. Осъществяването на решението за построяване на ново училище заема първостепенно място в училищния живот. Обявен е търг, който е спечелен от предприемача Кольо Тодоров от град Варна. Училищното ръководство търси начини за набавяне на средствата – вземат се заеми от държавата на стройност 1,6 млн. лв. Провеждат се благотворителни концерти.
Изкопната работа започва на 1 юли 1923 г., кипи усилена работа, с готовност и усърдие се включват родители, учители, ученици. На 15 октомври 1924 г. училището посреща учениците в новата, светла, просторна сграда, състояща се от 7 класни стаи, 4 канцеларии и кабинети. През 1925 г. директор на училището е Жива Медникарова.
През 2017 г. училището е преобразувано от основно в обединено.